# Everybody Knows This Is Nowhere
Everybody Knows This Is Nowhere é um álbum do cantor Neil Young com a banda Crazy Horse.